# Stephanie Kwoleková
Stephanie Louise Kwoleková (31. červenec 1923, New Kensington – 18. červen 2014, Wilmington) byla americká chemička polského původu, průkopnice vývoje polymerů. Vystudovala chemii na Univerzitě Carnegieho–Mellonových a 40 let pracovala ve výzkumu firmy DuPont. Roku 1965 vynalezla první ze skupiny extrémně pevných umělých vláken, známé jako Kevlar.